# Procedimento legislativo
Il procedimento legislativo  (in lingua latina:  iter legis), in diritto, è il procedimento formale adottato dall'organo detentore del potere legislativo di uno Stato, che porta all'approvazione di una legge. 
Rispetto alla genesi uno actu delle norme giuridiche, nelle monarchie assolute, la procedimentalizzazione della produzione normativa è una conquista dello Stato di diritto moderno e passa per la progressiva affermazione della democrazia parlamentare.

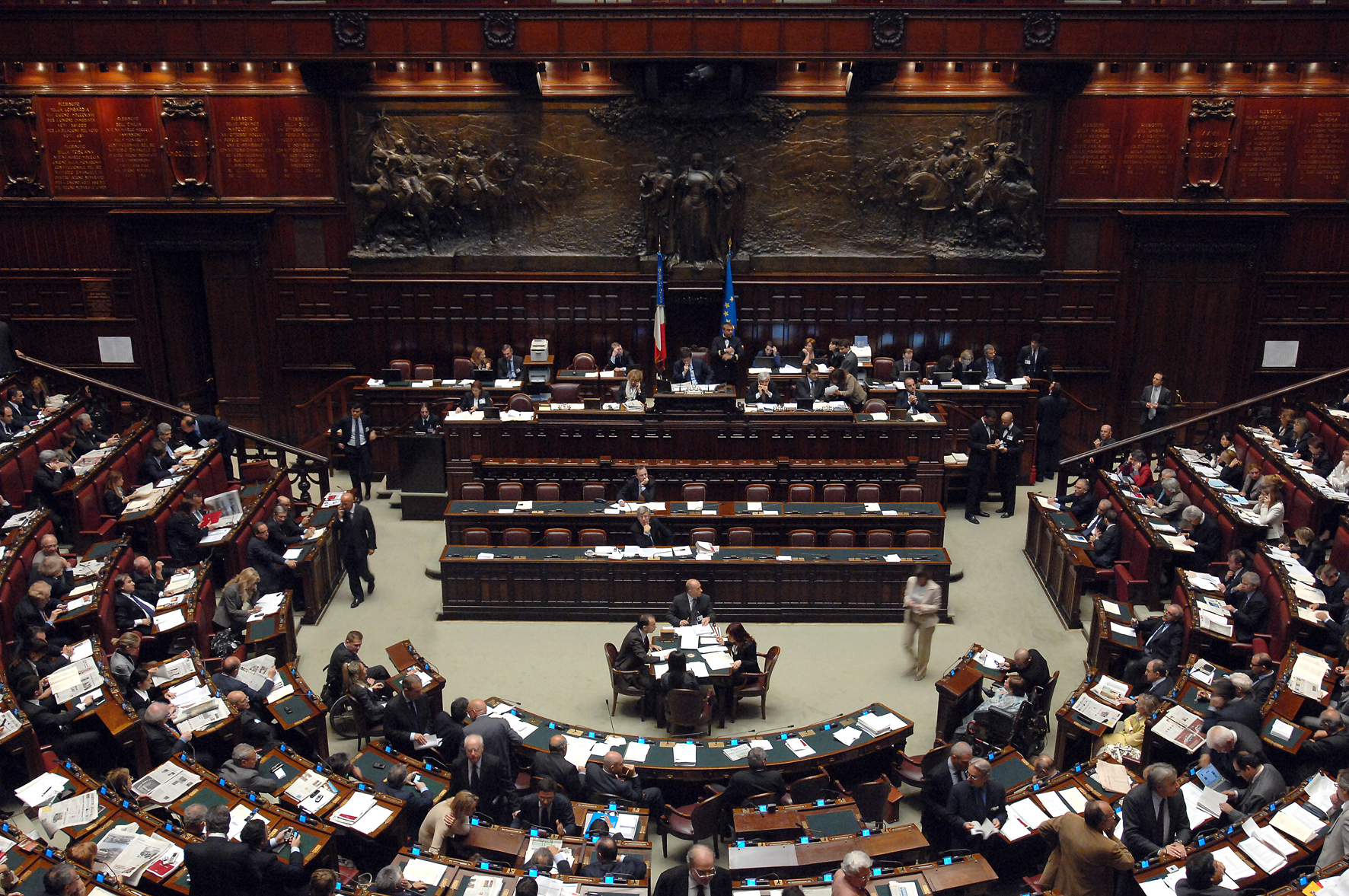
Nelle democrazie liberali l'approvazione di una legge è solitamente attribuita al Parlamento

## Storia
In Inghilterra, verso la metà del XVI secolo, l'evoluzione del sistema definito dalla Magna Charta portò a teorizzare che fosse il "Re in Parlamento" (King-in-Parliament, contrapposto al King-in-Council che invece agisce consultandosi col Consiglio della Corona da lui stesso scelto) colui che deteneva l'autorità legislativa suprema. Tuttavia, si svilupparono due teorie interpretative concorrenti: i sostenitori del monarca leggevano la frase come "Re, in Parlamento", per cui il Re agisce con il consenso dei Lords e dei Comuni, ma alla fine esercita la propria autorità sovrana; il punto di vista parlamentare era invece che l'autorità legislativa fosse esercitata dal "Re in Parlamento", cioè all'interno di un'istituzione composita composta da Re, Lord e Comuni che agiscono insieme.
Come descritto da Jeffrey Goldsworthy, "la questione che li divideva era se [il] decisore finale e incontestabile fosse il solo re, o il Re, i Lord e i Comuni in parlamento".
Ne nacque la spinta del Parlamento per limitare i poteri del monarca, fattore determinante nella guerra civile inglese (1642-1651) e nell'esecuzione di Carlo I d'Inghilterra (1649).
La proclamazione della sovranità parlamentare alla fine prevalse con la Gloriosa Rivoluzione (1688-89) e la successiva approvazione del Bill of Rights del 1689, che limitò in modo significativo i poteri del monarca, inclusa la rimozione della prerogativa regia di sospendere le leggi o derogarvi unilateralmente. Da allora la composizione del Re in Parlamento si riflette nella clausola esecutiva degli atti del Parlamento britannico: "Sia emanata dall'Eccellentissima Maestà del Re, su e con il consiglio e il consenso dei Lords Spirituali e Temporali, e dei Comuni, nel presente Parlamento riunito, e per autorità dello stesso, come segue...".

### Teorizzazioni successive
Il concetto della Corona come parte del Parlamento è legato all'idea della fusione dei poteri, il che significa che il ramo esecutivo e quello legislativo del governo sono fusi insieme. Questo è un concetto chiave del sistema Westminster, sviluppato in Inghilterra per il governo rappresentativo e utilizzato nei paesi del Commonwealth ed in generale nella koiné di diritto pubblico anglosassone.
Benché nella sua genesi ed in alcuni suoi aspetti formali - tuttora vigenti, ma ampiamente recessivi - tale sistema sia in contraddizione con l’idea della separazione dei poteri affermatasi nel sistema di diritto pubblico continentale europeo, in realtà essa ha prodotto un elemento fondamentale per mettere il Parlamento al centro della produzione legislativa negli Stati moderni: la sovranità parlamentare, secondo cui il parlamento gode di sovranità assoluta su tutte le altre istituzioni governative. Tale teorizzazione riflette la concezione del potere sovrano escogitata dai monarcomachi per il Re ed ora trasposta a tutti coloro che partecipano con lui dell'esercizio della funzione legislativa: il Re in Parlamento come organo composito (cioè il Parlamento, da quando il Re regna ma non governa) esercita questa autorità legislativa; da allora progetti di legge approvati dalle Camere vengono inviati al sovrano o al suo rappresentante nei Dominion (come il governatore generale, il luogotenente governatore o il governatore) come atti del Parlamento, al fine di trasformarli in legge con la sanzione regia.
Inoltre, ciò che, nel sistema anglosassone, sostanzialisticamente consente di rinvenire una continuità - quanto meno ideale - con il diverso sistema continentale della divisione dei poteri, è il fatto che - per agire come Re in Parlamento - i singoli componenti devono agire secondo regole e procedure stabilite. Gli individui coinvolti devono essere "costituiti come istituzione pubblica in quanto Parlamento (sulla base di alcune regole e in determinate circostanze)" al fine di "[godere] del potere di legiferare come 'il [Re] in Parlamento', vale a dire, come legislatura" Ecco perché a quel sistema si può risalire per fissare la genesi della produzione di norme di rango primario ispirata, secondo il diritto costituzionale moderno, allo Stato di diritto.

## In Italia
In Italia il procedimento legislativo adottato dal Parlamento della Repubblica può distinguersi a seconda del tipo di legge cui si riferisce. Più precisamente si parla di
- Iter legis ordinario, relativo al procedimento di approvazione delle leggi ordinarie ;
- Iter legis aggravato (da intendere come rafforzato), relativo al procedimento riguardante l'approvazione delle leggi costituzionali

### Iter legis ordinario
Per quanto riguarda le leggi ordinarie, l'iter legis è disciplinato nella parte II della Costituzione al titolo I, sez. II dagli artt. 71-74, e dai regolamenti parlamentari.
Questo procedimento è composto dalle seguenti fasi:
- Fase dell'iniziativa (da parte del soggetto competente);
- Fase della discussione (da parte del Parlamento);
- Fase della promulgazione (da parte del Presidente della Repubblica), la quale può essere articolata in momenti successivi:
  - Promulgazione propriamente detta;
  - Pubblicazione (sulla Gazzetta Ufficiale della Repubblica Italiana);
  - Vacatio legis (per un periodo di 15 giorni dalla pubblicazione);
  - Entrata in vigore.

#### Fase dell'iniziativa
La fase dell'iniziativa consiste nell'esercizio da parte di determinati soggetti del potere di sottoporre progetti di legge redatti in articoli al Parlamento.
La Costituzione riconosce tale potere:
- Ai membri del Parlamento; sia i gruppi parlamentari che il singolo deputato o senatore possono sviluppare una proposta di legge di modo da essere titolari appieno di questa funzione aderendo alle proprie idee e progetti di partito.
- Al Governo, che utilizza il suo diritto di iniziativa legislativa per sviluppare il suo programma e può essere titolare di questa sua funzione solo in sede collegiale; inoltre ogni sua proposta di legge prima di passare al Parlamento deve essere autorizzata dal Presidente della Repubblica[10]. Il governo ha dei campi (leggi che riguardano la manovra di bilancio e leggi di conversione di decreti legge) nei quali le sue proposte sono essenziali all'attuazione del programma e, perciò, vengono con alta probabilità accettate in Parlamento, dove il governo stesso può contare sui parlamentari che gli hanno dato la fiducia. In questo caso il progetto di legge prende il nome di disegno di legge e non va confuso con gli altri atti aventi forza di legge emanati dal governo: decreti-legge e i decreti legislativi).[11]
- Al corpo elettorale, mediante la presentazione alle Camere da una proposta sottoscritta da almeno 50.000 elettori, ossia l'iniziativa legislativa popolare, sulla base dell'art. 71 della Costituzione.
- Ai Consigli regionali.
- Al CNEL; generalmente questo consiglio svolge una funzione consultiva, ma la Costituzione gli attribuisce la facoltà di proporre leggi.
- Agli organi ed enti cui sia comunque conferito suddetto potere da legge costituzionale.

#### Fase della discussione
La seconda fase del procedimento legislativo comincia con l'assegnazione da parte del Presidente della camera (Camera dei Deputati o Senato della Repubblica) cui è pervenuto il progetto di legge alla commissione parlamentare competente ratione materiae (ovvero, per materia). La commissione parlamentare opera diversamente a seconda della "sede" in cui viene autorizzata a operare. La commissione parlamentare incaricata di esaminare il progetto di legge può operare in:
- Sede referente: Si tratta della sede in cui le commissioni operano seguendo il normale iter legis ordinario; è sempre obbligatorio (art. 72, 4° comma Cost.) per i progetti di legge in materia costituzionale ed elettorale, di delegazione legislativa, di autorizzazione alla ratifica di trattati internazionali, di approvazione di bilanci e consuntivi; è facoltativo per tutti gli altri progetti di legge. In esso si prevede una discussione sul testo nel suo complesso seguita da una discussione del testo articolo per articolo. Alla discussione segue un voto sul progetto di legge. La commissione ha in tale sede il compito di preparare i documenti (testo del progetto di legge e relazioni) su cui lavorerà poi più accuratamente prima una e poi l'altra camera del Parlamento; in tali sedi plenarie la Commissione è rappresentata da un relatore.
- Sede legislativa o deliberante: la commissione che opera in sede legislativa (si tratta di un procedimento speciale) si occupa della discussione, della votazione e dell'approvazione del progetto di legge estromettendo completamente l'Assemblea dai lavori. È sempre ammessa durante i lavori della commissione la domanda di "rimessione in assemblea" del progetto di legge.
- Sede redigente: è la seconda procedura speciale prevista dai regolamenti di Camera e Senato; la commissione ha gli stessi compiti che aveva quando operava in sede referente con l'aggiunta che la sua votazione sui singoli articoli del progetto di legge assume carattere di definitività, e il testo che viene presentato alla Camera sarà votato nella sua interezza (senza quindi procedere alla votazione articolo per articolo; sono esclusi da questo procedimento le materie per le quali vi è una riserva di assemblea, citate nella Sede referente)

Il procedimento legislativo ordinario continua con l'assegnazione del progetto della legge al Presidente di una delle camere del parlamento il quale permette la discussione, la votazione articolo per articolo e infine la votazione finale sull'intero progetto di legge da parte dell'assemblea.
Per l'approvazione da parte di una camera è sufficiente la maggioranza dei presenti votanti a favore, eccezion fatta per taluni casi, sempre previsti dalla Costituzione, ove sono richiesta maggioranze speciali. Qualora la maggioranza dei presenti in aula abbia votato favorevolmente il disegno di legge si intende approvato e passa all'altra camera, la quale se vota favorevolmente al progetto senza apportarvi modifiche fa sì che sia completata la fase deliberativa. Se invece vi apporta modifiche il disegno ripassa all'altra camera che a sua volta se apporta modifiche deve ripassarlo ulteriormente e così via fino a che uno stesso testo è approvato in entrambe le camere. Questo fenomeno viene definito con il termine "navetta" e riflette il fatto che le due camere del Parlamento in Italia hanno le stesse funzioni (c.d. bicameralismo perfetto).

#### Fase della promulgazione
La terza e ultima fase è quella che attiene alla produzione degli effetti normativi della legge e riguarda la promulgazione e la pubblicazione.
- La promulgazione propriamente detta deve avvenire entro 30 giorni dall'approvazione parlamentare o in un termine minore se entrambe le Camere, a maggioranza assoluta, ne dichiarano l'urgenza (Art. 77 della Costituzione) e spetta al Presidente della Repubblica. Non sempre il Presidente della Repubblica decide di promulgare la legge, in quanto essa potrebbe avere dei difetti sostanziali (essere in contrasto con i dettati costituzionali) oppure vizi formali (difetti sul procedimento legislativo); quindi spetta a lui porre il primo vero sindacato (preventivo) della legge.  Se la decisione di promulgare fosse negativa, la legge viene rinviata alle camere con un messaggio motivato del Presidente della Repubblica (il cosiddetto "veto sospensivo"). Se il progetto di legge viene approvato nuovamente il presidente è obbligato a promulgarlo.
- Subito dopo la promulgazione, e comunque entro 30 giorni dalla stessa, la legge deve essere pubblicata. Questo momento vede l'intervento del Ministro della Giustizia, depositario del sigillo dello Stato. Una volta posto il sigillo alla legge, essa viene pubblicata sulla Gazzetta Ufficiale. Ciò permette, dal punto di vista formale, che la nuova legge possa essere collegata alle norme pre-esistenti così da avere pieno valore e forza cogente (quod non est in registro non est in mundo).
- Una volta che la legge approvata dal Parlamento e promulgata dal Presidente della Repubblica viene pubblicata, questa non ha immediatamente forza di legge, ma un periodo di tempo variabile deve intercorrere precedentemente (15 giorni o prima, qualora la stessa legge non preveda un termine diverso), periodo durante il quale tutti i cittadini possono prendere coscienza della nuova legge (ignorantia legis non excusat) . Questo periodo prende il nome di vacatio legis.
- Trascorsa la vacatio legis la legge pubblicata entra in vigore, diventa cioè obbligatoria e coercitiva erga omnes.

### Iter legis aggravato
Per quanto riguarda le leggi costituzionali (i.e., quelle leggi che 1) integrano o modificano il testo della Costituzione e denominate leggi di riforma costituzionale,  o 2) affiancano o completano disposizioni previste dalla Costituzione e denominate semplicemente leggi costituzionali), il procedimento legislativo è disciplinato nella parte II della Costituzione al titolo VI, sez. II dall'articolo 138.
In questo caso il Parlamento adotta una procedura più complessa o rafforzata rispetto alle leggi ordinarie dal momento che la legge dovrà avere, dal punto di vista della gerarchia delle fonti del diritto, lo stesso rango della Costituzione. La procedura è pertanto detta iter legis aggravato.
L'articolo 138, in particolare, non copre l'intero iter legis dal momento che non si pronuncia sulla iniziativa e, eccezion fatta per alcuni aspetti, sulla promulgazione e pubblicazione dell'atto. Ergo, nel silenzio della Costituzione, si ritiene, a livello di diritto costituzionale, che trovino applicazione le norme relative all'iter legis ordinario di cui sopra. La procedura aggravata, pertanto, si riferisce soltanto a particolari momenti dell'iter: vediamoli nel dettaglio.

#### Fase della discussione
In fase di discussione, le leggi che hanno natura costituzionale devono essere approvate da ciascun ramo del Parlamento (in assemblea plenaria o da parte della commissione competente deliberante) in due successive deliberazioni ad intervallo non minore di tre mesi. La prima deliberazione procede come descritto per una legge ordinaria (con eventuale traghetto) ed è richiesta la maggioranza relativa dei presenti per l'approvazione del progetto di legge. La seconda approvazione richiede almeno la maggioranza assoluta dei componenti.

#### Fasi successive alla discussione e iniziativa referendaria
A questo punto, dipendentemente dall'esito della seconda deliberazione, la strada che segue la legge approvata varia. Infatti,
1. Se entrambe le Camere hanno votato la legge a maggioranza qualificata dei 2/3 dei componenti, la legge può essere immediatamente promulgata dal Presidente della Repubblica, essere pubblicata ed entrare in vigore.
2. Se una o entrambe le camere hanno votato la legge a maggioranza assoluta dei componenti, la legge non viene immediatamente promulgata, ma viene prima pubblicata su Gazzetta Ufficiale e, dunque, non entra ancora in vigore. Ciò per permettere, entro 3 mesi dalla pubblicazione, la richiesta di un referendum confermativo (c.d. referendum costituzionale) da parte di 500.000 elettori, 5 consigli regionali o 1/5 dei componenti di un ramo del Parlamento. Il referendum, previa legittimazione della richiesta da parte della Corte Costituzionale, viene calendarizzato entro 60 giorni dalla richiesta da parte del Presidente della Repubblica con decreto e in una data compresa tra il 50º e il 70º giorno successivo a suddetto decreto. Non è previsto alcun quorum strutturale, ma è sufficiente la maggioranza dei voti validi per determinarne l'esito.

#### Entrata in vigore
La legge viene allora promulgata ed entra in vigore, oltre al caso di cui al punto 1, qualora è stata approvata dalla maggioranza dei voti validi al referendum. In caso contrario, la legge costituzionale viene annullata e non entrerà in vigore.